# Вініфред Вагнер
Вініфред Марджорі Вагнер, уроджена Вільямс (англ. Winifred Marjorie Wagner (Williams); 23 червня 1897, Гастінгс — 5 березня 1980, Юберлінген) — невістка Ріхарда Вагнера і після смерті свого чоловіка Зігфріда керівник Байройтського фестивалю.

## Біографія
Вініфред — єдина дочка англійського журналіста Джона Вільямса. Після ранньої смерті батьків її удочерили Кліндворти. Прийомний батько, Карл Кліндворт, пристрасний шанувальник творчості Ріхарда Вагнера, познайомив дівчинку з сім'єю Вагнерів. 18-річна Вініфред вийшла заміж за 46-річного Зігфріда Вагнера 22 вересня 1915 року. У подружжя народилося четверо дітей: Віланд, Фріделінд, Вольфганг і Верена.
Вініфред Вагнер була близькою знайомою Адольфа Гітлера, з яким вона познайомилася в 1923 році в Байройті і ввела в коло своєї сім'ї. Після поразки Пивного путчу Вініфред листувалася з заарештованим Гітлером і носила йому передачі. З 1925 року вона спілкувалася з Гітлером на «ти» і брала участь в роботі з'їзду НСДАП у Веймарі. У січні 1926 році вступила в НСДАП.
Після смерті Зігфріда Вагнера в 1930 році Вініфред як його вдова взяла на себе керівництво Байройтським фестивалем, перетворивши його в культовий захід націонал-соціалістів. Близькі стосунки з Гітлером породили чутки, що Вініфред навіть збирається заміж за фюрера. З 1933 по 1940 рік Гітлер часто був присутній на Байройтських фестивалях, особисто слідкуючи за тим, щоб партійні секретарі не проводили час поза концертами в борделях і пивних. 
У роки Другої світової війни на особисте прохання Вініфред, стурбованої, що захід може не відбутися через відсутність публіки, як це було під час Першої світової війни, фюрер забезпечив звільнення музикантів від призову в вермахт (в тому числі і Віланда Вагнера, якого перевели на службу в концтабір Флоссенбюрг) і глядачів з числа солдатів і робітників, які направляються партійним начальством, з розумінням заявивши, що «сам не може виступати перед порожнім залом». Війна розколола сім'ю Вагнерів — Фріделінд вистачило мужності порвати зв'язки з матір'ю і братами і виїхати з країни, хоча Вініфред загрожувала їй скористатися своїми зв'язками і знищити.
В процесі денацифікації Вініфред Вагнер, єдина спадкоємиця майна сім'ї Вагнером, була засуджена до штрафу в розмірі 6000 німецьких марок. У 1949 році вона офіційно відмовилася від керівництва фестивалем і пішла з суспільного життя. Проте, і пізніше в коло її спілкування входили колишні нацисти, серед яких — Герді Троост, Ільза Гесс і Освальд Мослі.
У 1975 році на німецькі екрани вийшов п'ятисерійний документальний фільм «Вініфред Вагнер і історія дому Ванфрід в 1914—1975 роках», в якому в своєму інтерв'ю Вініфред продемонструвала свою симпатію до Гітлера, заперечуючи будь-яку критику на його адресу.